# Ron Brown
Ronald “Ron” Harmon Brown (Washington, 1º agosto 1941 – Ragusa di Dalmazia, 3 aprile 1996) è stato un politico statunitense, Segretario al Commercio dal 1993 al 1996 nell’Amministrazione Clinton e precedentemente Presidente del Comitato Nazionale Democratico dal 1989 al 1993. È stato il primo afroamericano a ricoprire queste posizioni.
Ron Brown morì il 3 aprile 1996 insieme ad altre 34 persone in Croazia per un incidente aereo nel quale il velivolo (U.S Air Force CT-43) impattò violentemente contro il fianco di una montagna vicino all’Aeroporto di Ragusa-Čilipi, mentre Brown si trovava in missione ufficiale per il Dipartimento del Commercio, del quale era Segretario. Gli subentrò come Segretario Michael Kantor.
In onore di Brown è stata intitolata e dedicata una nave da ricerca, la NOAAS Ronald H. Brown.

## Biografia
Ron Brown nacque a Washington e crebbe ad Harlem, New York, in una famiglia della classe media. Era membro di un'organizzazione sociale e filantropica afroamericana, Jack e Jill of America. Brown frequentò la Hunter College Elementary School e la Rhodes Preparatory School. Suo padre gestiva il Theresa Hotel ad Harlem, dove vivevano anche Brown e la sua famiglia. Il suo migliore amico John R. Nailor si trasferì nell'attico mentre era studente a Rodi. Nailor era uno degli altri pochi studenti neri che frequentavano la Rhodes Prep. Da bambino, Brown apparve in una pubblicità per la Pepsi-Cola (ribattezzata Pepsi nel 1961), una delle prime ad essere mirata specificamente alla comunità afro-americana.

## Carriera militare
Mentre era al Middlebury College, Ron Brown divenne il primo membro afroamericano della Sigma Phi Epsilon, confraternita collegiale. Brown fu incaricato attraverso il programma ROTC come 2° tenente d'armatura nell'esercito degli Stati Uniti nel 1962 dopo essersi diplomato a Middlebury, lo stesso anno in cui sposò Alma Arrington. Dopo aver prestato servizio in Germania e California, con una breve parentesi in Corea, lasciò l'esercito degli Stati Uniti come capitano nel 1967. Brown si unì quindi alla National Urban League, un importante gruppo per l'uguaglianza economica negli Stati Uniti. Nel frattempo, Brown si iscrisse alla St. John's University School of Law e si laureò nel 1970.

## Carriera politica

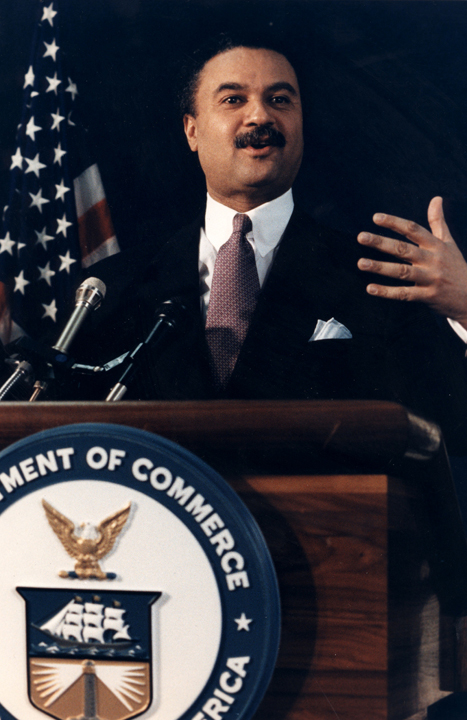
Ron Brown sul podio

Nel 1976, Brown venne promosso vicedirettore esecutivo per i programmi e gli affari governativi della National Urban League. Tuttavia, si dimise nel 1979 per lavorare come vice direttore della campagna per il senatore Edward M. Kennedy che cercava la nomina presidenziale del Partito Democratico .
Brown fu assunto nel 1981 dallo studio legale Patton Boggs di Washington come avvocato e lobbista. Nel maggio 1988, Brown fu nominato da Jesse L. Jackson a capo della squadra della convention di Jackson alla Convenzione Nazionale Democratica di Atlanta. Brown venne nominato insieme a molti altri esperti addetti ai lavori del partito nell'operazione della convention di Jackson. A giugno, era evidente che anche Brown stava conducendo la campagna di Jackson.

### Comitato Nazionale Democratico
Nel 1982 Brown fu nominato vicepresidente del Comitato nazionale democratico. Nello stesso anno, iniziò a fare pressione sul governo degli Stati Uniti a nome del brutale regime di Jean-Claude Duvalier che era allora al potere ad Haiti. Nei quattro anni successivi, Brown guadagnò 630.000 dollari aiutando a convincere l'amministrazione a continuare ad aiutare il governo del dittatore Duvalier. Brown ha rifiutato di abbandonare i Duvalier nonostante sia stato criticato per aver rappresentato clienti così sgradevoli.
Brown fu eletto presidente del Comitato Nazionale Democratico il 10 febbraio 1989, diventando il primo afroamericano scelto per guidare un importante partito politico statunitense. In seguito svolse un ruolo fondamentale nella gestione di successo della Convenzione nazionale democratica del 1992 e nella riuscita corsa presidenziale di Bill Clinton nel 1992.

### Segretario del Commercio
Il presidente Clinton nominò poi Brown alla carica di Segretario del Commercio nel 1993. La massima priorità di Clinton era rafforzare l'economia, non la diplomazia, e Brown produsse risultati positivi. Guidò delegazioni di imprenditori, uomini d'affari e finanziatori in Sudafrica, Messico, Arabia Saudita, Giordania, Israele, Cisgiordania, Gaza, Egitto, Russia, Brasile, Argentina, Cile, Cina, Hong Kong, Irlanda, India e Senegal. Stava guidando una missione commerciale in rotta verso la Croazia quando tutti i passeggeri morirono in un incidente aereo.
Durante il suo mandato Brown fu coinvolto nella controversia sulla missione commerciale del Dipartimento del Commercio.

## Critiche
Durante lo scandalo Nannygate, Brown ammise di non aver pagato le tasse per la sua domestica, che era un'immigrata illegale.
Nel 1996, prima della missione commerciale di Brown, fu coinvolto nella vendita di posti sull'aereo utilizzato per la missione per raccogliere fondi per la campagna di rielezione di Bill Clinton.
Nel 1993, Brown avrebbe accettato 700.000 dollari dagli uomini d'affari vietnamiti Nguyen Van Hao in modo che Brown revocasse l'embargo contro il Vietnam.

## Morte

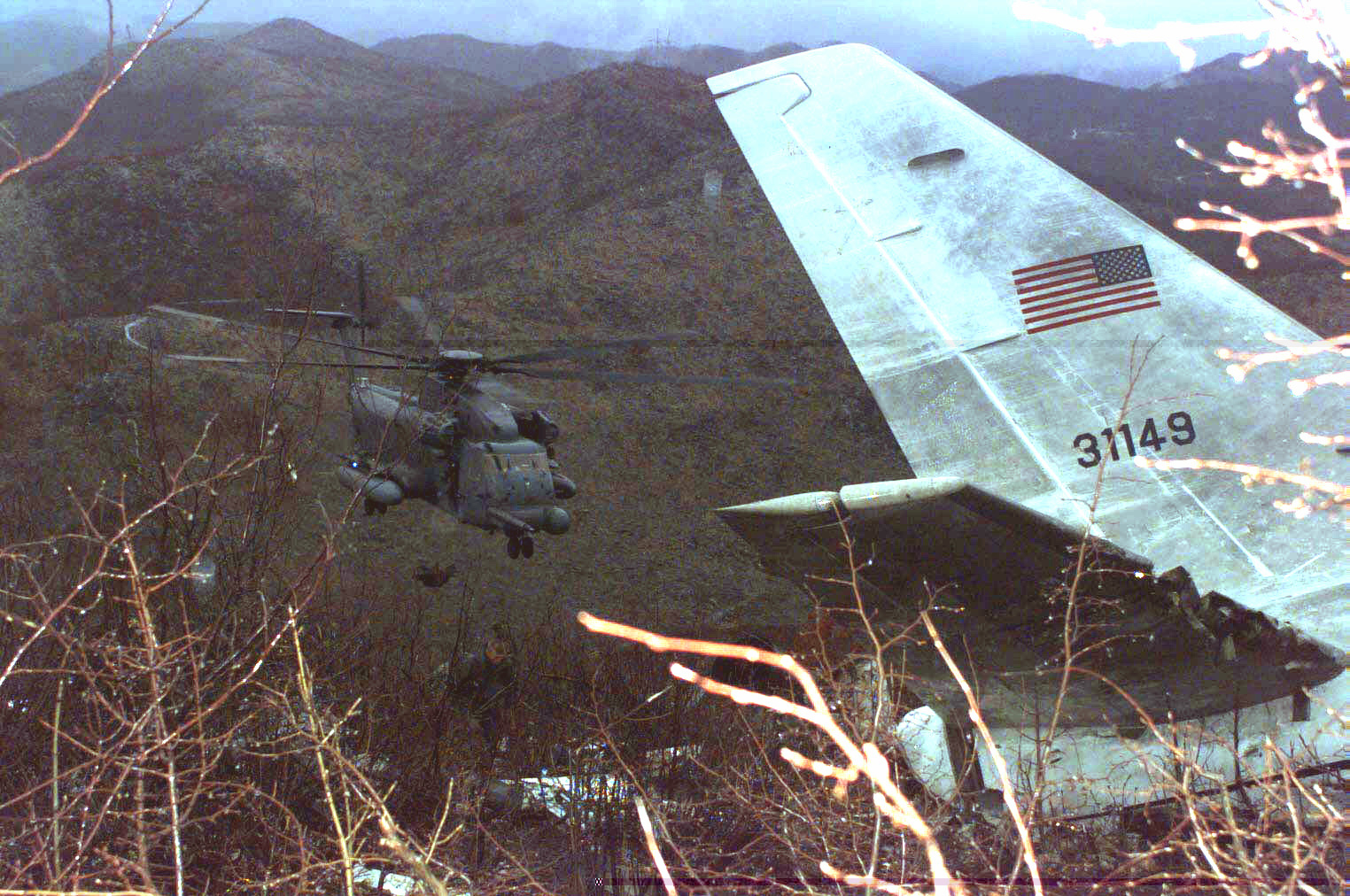
Elicottero dell'USAF sui rottami dell'aereo di Brown, a circa 3 chilometri a nord dell'aeroporto di Ragusa-Čilipi, il 4 aprile 1996

Il 3 aprile 1996, mentre Brown era in missione commerciale ufficiale, un CT-43 dell'aeronautica americana (un Boeing 737 modificato) che trasportava Brown e altre 34 persone, tra cui il capo dell'ufficio di Francoforte del New York Times Nathaniel C. Nash, si schiantò contro una montagna durante l'avvicinamento all'aeroporto di Ragusa-Čilipi. L'Air Force attribuì l'incidente a un errore del pilota e ad un approccio di atterraggio mal progettato. Le speculazioni sull'incidente includevano molte teorie di insabbiamento e cospirazione del governo, in gran parte basate sul fatto che Brown era stato indagato da un avvocato indipendente per corruzione.
Alcune persone, tra cui Kweisi Mfume, all'epoca capo della NAACP, e la deputata Maxine Waters (D-CA), presidente del Congressional Black Caucus, avevano scritto ai funzionari federali per chiedere maggiori dati sulle circostanze sospette della morte di Brown. "Rispondendo alle accuse di omicidio, un funzionario dell'Istituto di Patologia delle Forze Armate ha riconosciuto che i medici inizialmente erano rimasti perplessi da una ferita circolare sulla sommità della testa di Brown quando i suoi resti furono recuperati sulla scena dell'incidente. Il patologo forense si è poi consultato con altri e ha effettuato estesi raggi X. Come risultato di queste consultazioni e delle radiografie di tutto il corpo, abbiamo assolutamente escluso qualsiasi cosa oltre una lesione da corpo contundente alla testa".
Brown fu sepolto nel cimitero nazionale di Arlington.